# 동소적 종분화

지리적 장벽 없이 동소적 종분화가 일어나는 모

동소적 종분화(sympatric speciation)는 서식지가 같은 곳에서 종분화가 지리적 장벽 없이 일어나는 현상이다.
배수체 현상이 일어나는 경우, 동소적 종분화는 쉽게 일어날 수 있다. 하지만 동물의 경우 마블가재와 같이 배수체에 의한 종분화가 흔치 않다.
양쪽이 같은 염색체 수를 가진 상태에서, 물리적 장벽이 없는데도 어떻게 동소적 종분화가 일어날 수 있는지에 대한 많은 논쟁이 있었다.
존 메이너드 스미스는 이형접합자 상태가 번식에 불리하고, 두가지 종류의 서로 다른 상태가 각각 최적일 경우 점점 동류교배를 선호하게 되어 동일 지역 내에서 종분화가 일어날 수 있다고 제안했다.

## 같이 보기
- 범혼합(Panmixia)
- 잡종 종분화